# Johann Simon Weinmann der Jüngere

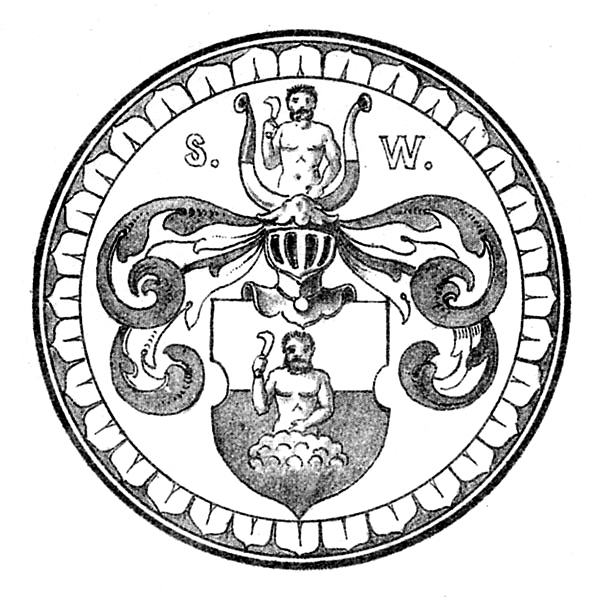
Wappen der Weinmann

Johann Simon Weinmann der Jüngere (* 23. November 1583; † 17. Februar 1638 in Heilbronn) war von 1607 bis 1633 Bürgermeister von Heilbronn.

## Leben
Der Sohn des Bürgermeisters Simon Weinmanns des Älteren gehörte seit 1597 dem kleinen, inneren Rat („von den burgern“) an, war 1602 Steuerherr und ab 1606 Schultheiß und damit Vorsitzender des reichsständischen Gerichts. Von 1607 bis 1633 war er Bürgermeister von Heilbronn.
Johann Simon Weinmann der Jüngere war verheiratet mit Anna Maria Hornmold, einer Tochter des Syndicus Samuel Hornmold, und hatte mit ihr zwei Kinder: Anna Maria und Johann Georg. Anna Maria Weinmann heiratete später den Sohn des Bürgermeisters Georg Becht, nämlich Gregor Becht. Johann Georg Weinmann heiratete später die Tochter des Bürgermeisters Philipp Orth, nämlich Margarete Orth.
Das Wappen des Hauses Weinmann stellt einen bärtigen Weingärtner mit einer Hape in der erhobenen rechten Hand, auf einem Dreiberg stehend dar. Dieses Wappen ist an der Ostseite des Fleischhauses in Heilbronn zu sehen.